# Gem (ädelsten)

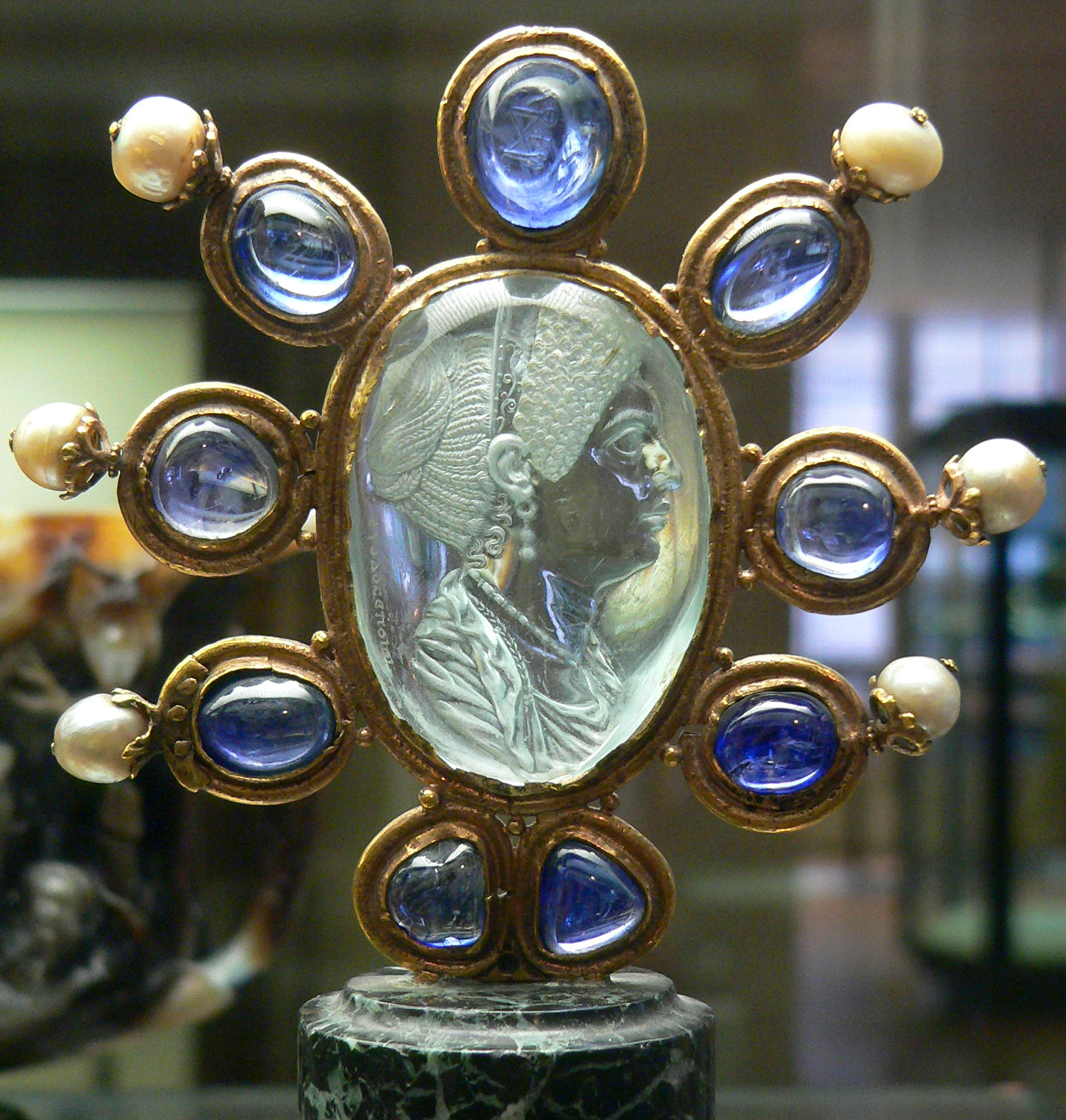
Gem från 1791

Gem är en ädelsten eller halvädelsten med gravyr. Gravyren kan bestå av figurer eller tecken och kallas då intaglio eller av en bild i upphöjd relief och kallas då kamé. Vanliga stenar som används är ametist, bergkristall, karneol, krysopras och sardonyx.
Gemmer har använts som smycken och amuletter samt som dekoration på vapen och andra föremål.